# Asplenium discrepans
Asplenium discrepans là một loài dương xỉ trong họ Aspleniaceae. Loài này được Rosenst. mô tả khoa học đầu tiên năm 1913.